# Musikjahr 1659
Liste der Musikjahre

◄◄ | ◄ | 1655 | 1656 | 1657 | 1658 | Musikjahr 1659 | 1660 | 1661 | 1662 | 1663 | ► | ►►

Weitere Ereignisse
Dieser Artikel behandelt das Musikjahr 1659.

## Ereignisse
- 19. Februar: Die Uraufführung des Dramas Il Re Gilidoro Favola von Antonio Bertali findet an der Hofburg in Wien statt.
- Ende Dezember: Uraufführung der Oper Elena von Francesco Cavalli (Musik) mit einem Libretto von Giovanni Faustini und Nicolò Minato im Teatro San Cassiano in Venedig.
- Auf ein Libretto von Nicolaus von Avancini wird in Wien das religiöse Schaustück Pietas victrix vor dreitausend Zuschauern einschließlich des gesamten Kaiserhofs uraufgeführt.[1]

## Instrumental- und Vokalmusik (Auswahl)

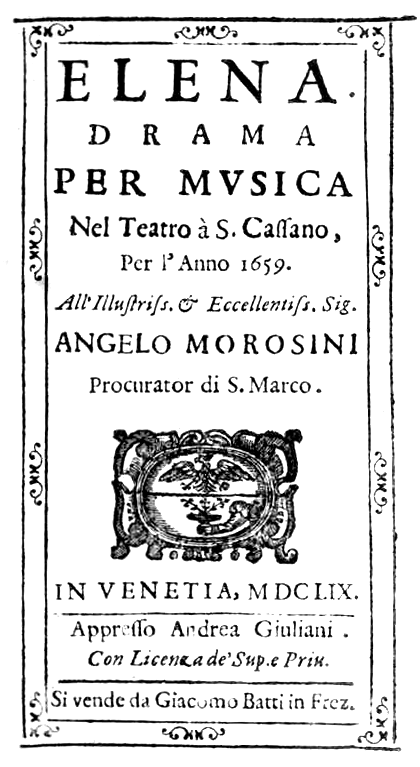
Francesco Cavalli – Elena Titelseite des Librettos, Venedig 1659

- Georg Arnold – Canzoni ariae et sonatae, op. 3
- Robert Cambert – Pastorale d’Issy
- Maurizio Cazzati – Trio Sonatas, op. 18
- Giovanni Battista Granata – Soavi concenti di sonate musicali per la chitarra spagnuola..., Bologna
- Anthoni van Noordt – Tabulatuur-boeck van psalmen en fantasyen, Amsterdam
- Johann Heinrich Schmelzer – Duodena Selectarum Sonatarum
- Christopher Simpson – The Division Viol, London
- Barbara Strozzi – Diporti di Euterpe, op. 7

## Musiktheater
- Antonio Bertali – Il Re Gilidoro Favola
- Robert Cambert – Pastorale d'Issy
- Francesco Cavalli – Elena
- Jean-Baptiste Lully
  - Ballet de la Raillerie, LWV 11 (Gemeinschaftsarbeit mit L. de Mollier, Text: Benserade, 19. Februar 1659)
  - Ballet de Toulouse, LWV 13 (November/Dezember 1659?)

## Geboren

### Geburtsdatum gesichert
- 17. Januar: Antonio Veracini, italienischer Violinist und Komponist († 1733)
- 08. Februar: Johann Conrad Weißhaupt, deutscher Orgelbauer († 1727)
- 16. Februar: Peter Lackmann, deutscher evangelischer Theologe und geistlicher Lieddichter († 1713)
- 00. März: Salomon Franck, deutscher Jurist, Dichter und Librettist († 1725)

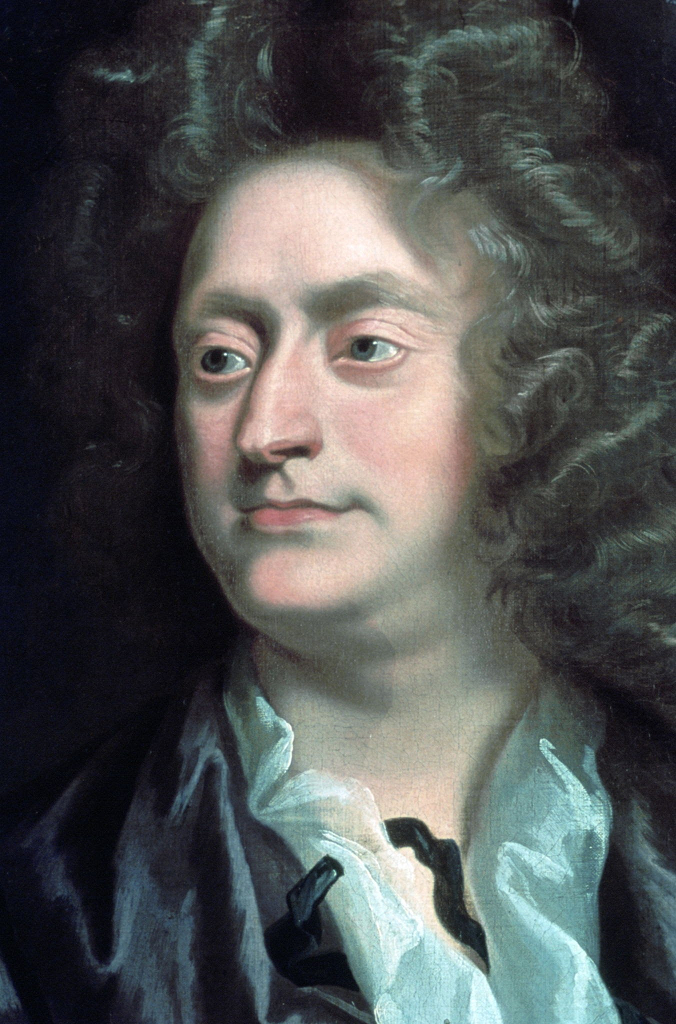
Henry Purcell; * 10. September

- 10. September: Henry Purcell, englischer Komponist († 1695)

### Genaues Geburtsdatum unbekannt
- Johanna Ursula von Geusau, deutsche Kirchenlieddichterin († 1718)
- Matteo Goffriller, italienischer Geigenbauer († 1742)
- Francesco Antonio Pistocchi, italienischer Komponist, Librettist, Alt-Kastrat und Gesangslehrer († 1726)
- Diego José de Salazar, spanischer Kapellmeister und Komponist († 1709)
- Abraham Starck, böhmischer Orgelbauer († 1709)

## Gestorben

### Todesdatum gesichert
- 18. Januar: Benedikt Lechler, deutscher Komponist, Lautenist, Musikdirektor und Musikpädagoge (* 1594)
- 25. März: Simon Graf, deutscher Geistlicher und Kirchenlieddichter (* 1603)
- 15. April: Simon Dach, deutscher Dichter und Kirchenlieddichter (* 1605)
- 16. August: Heinrich Held, Kirchenlieddichter (* 1620)
- 27. September: Andreas Tscherning, deutscher Lyriker, Kirchenlieddichter und Literaturtheoretiker (* 1611)
- 27. Oktober: Giovanni Francesco Busenello, italienischer Librettist und Dichter (* 1598)

### Genaues Todesdatum unbekannt
- Andreas Kadner, deutscher Kantor und Komponist (* vor 1624)

### Gestorben um 1659
- Julius Ernst Rautenstein, deutscher Organist und Komponist (* vor 1600)

### Gestorben nach 1659
- Romano Micheli, italienischer Geistlicher, Komponist und Verfasser polemischer Schriften (* um 1575)